# خليل فرح (مغني)
خليل فرح مغني سوداني مجدد وملحن وشاعر في الوقت نفسه كتب أشعاره باللغة العربية الفصحى والعامية السودانية ويعد من أبرز رواد التجديد في الغناء والأدب الشعري الغنائي في السودان، وكان يمارس نشاطا سياسيا كبيرا من خلال عضويته في الحركات الوطنية المناوئة للإستعمار البريطاني للسودان مثل جمعية الاتحاد السوداني السرية التي تكونت في 1921 وجمعية اللواء الأبيض، وشارك في ثورة عام 1924م، ويدل شعره الوطني على ارتباطه بقضية الحرية ومكافحة الاستعمار في السودان. وقد اشتهرت أغانيه حتى أصبحت رمزًا للحرية والاستقلال فيما بعد وفي مقدمتها الأغنية الشهيرة عازة في هواك.

## الميلاد والنشأة
ولد خليل فرح في قرية صيصاب بجزيرة صاي بشمال السودان مركز وادي حلفا في عام 1894م

وفيها نشأ وترعرع قبل أن يهاجر إلى أم درمان ليقيم مع أسرة والده. ووالده هو الشيخ فرح بدري من عائلة تنحدر من قرى صاي وتبج، ومقاصر بدنقلا، ووالدته الست زهرة الشيخ محمد من صاي وتبج وبركّية.
وكان والده يعمل بالتجارة وصناعة المراكب، وكان يتنقل كثيرا في المنطقة الواقعة بين حلفا ودنقلا مصطحبا في كثير من الأوقات ابنه خليل. وتوفى والده في سنة 1915 ووالدته في سنة 1927 م. وتزوج خليل من السيدة سلامة أغا إبراهيم أرملة شقيقه بدري وذلك بجزيرة صاي في عام 1923. وله من الأولاد اثنان فرح وعائشة.

## التعليم
بدأ خليل تعليمه في خلوة الشيخ أحمد هاشم بجزيرة صاي، وتلقى تعليمه الأولى بمدرسة دنقلا ثم التحق في عام 1908 بمدرسة الصنائع، قسم البرادة الميكانيكية بكلية غوردون التذكارية (جامعة الخرطوم حاليا) حتى نال شهادة الإجازة بالهندسة الميكانيكية. وخلال وجوده بالكلية أبدى اهتماما بالأدب الجاهلي ومتابعة الأعمال الأدبية لكتاب مصريين أمثال طه حسين ومحمود عباس العقاد وأحمد حسن الزيات وبدأ في حفظ قصائد الشعر العربي.

## مسيرته المهنية
عمل في ورشة الصيانة بمصلحة البريد والبرق السودانية في 24 نوفمبر / تشرين الأول عام 1913، براتب سنوي مقداره اثنان وثلاثون جنيهاً وأربعمائة مليما، وتدرج في السلم الوظيفي حتى أصبح ميكانيكي في الدرجة الثامنة في عام 1929. ثم اعتزل الوظيفة العامة بعد ذلك.

## مسيرته الفنية
اشتهر خليل فرح أثناء تدريبه المهني بكلية غوردون التذكارية بكتابة الشعر في فترة برز فيها شعراء سودانيون كبار أمثال عمرالبنا وود الرضي ومحمد سعيد العبادي وسيد عبدالعزيز، وتزامن ذلك مع ظهور مطربين بارزين أمثال عبد الكريم كرومة ومحمد أحمد سرور والأمين برهان. وقد تركز شعر خليل فرح على إذكاء الروح الوطنية والتعبير عن حب الوطن. وكان أول ما كتب في ذلك هو قصيدة بعنوان أم درمان، حيث قال:
توسع خليل فرح في اشعاره من خلال احتكاكه بأعمال الأدباء والشعراء السودانيين وتمكن من ارتياد المنتديات الأدبية المنتشرة في العاصمة المثلثة، كمنتدى أب روف، ومنتدى الهاشماب، ومنتدى الموردة، ثم منتدى (دار فوز) في أدرمان وهناك نشر معظم أناشيده وأغانيه الوطنية. وساهم في تأسيس جمعية اتحاد الأدباء التي تكونت لجنتها في داره بالخرطوم.

## لونية خليل الغنائية واسلوبه الشعري
عتمد خليل فرح كثيرا على الرمزية في أعماله الشعرية والغنائية، وعلى توصيف الحالة الشعورية التي لا تبوح مباشرة بالحبيب. فيقول:
وقد أحدث فرح ثورة نوعية في بناء الأغنية السودانية ومضامينها إذ نقلها من حالة الابتذال التي كانت عليها إلى مرتبة أكثر عمقا وجدية في تعبيرها عن قيم المجتمع وطموحه. وأجاد النظم بالعامية وباللغة العربية الفصحى، وكان يميل في شعره الفصيح إلى بساطة التعبير وقوة إبراز العاطفة، والمزج بين وصف الطبيعة وقضية التحرر الوطني في آن واحد مستخدما في ذلك الرمزية.
ففي قصيدة الشرف الباذخ ينتهج خليل نهج الحماسة والفخر فيكتب ويقول:
وعن حب الطبيعة وجمالها يقول:
كذلك يتصف الخطاب الشعرى الغنائي لخليل بانه يعبر عن حالة من الكبت الاجتماعي الذي هو وليد تقاليد عصره، فكان التغني بمفاتن الحبيبة والإغراق في وصفها يأخذ شتى الصور:

## عزة في هواك
كانت أغنية « عازة في هواك» أولى اغنيات خليل فرح التي استخدم فيها الرمز «الحبيبة» للتعبير عن حب الوطن. وفيها استخدم الخليل الرمزية بطريقة لم يسبقه عليها أي شاعر قبله في السودان. وقد لاقت الأغنية رواجا منقطع النظير ليس في السودان فحسب حيث أصبحت من أبرز الأغنيات الوطنية التي مازالت تردد منذ عقود طويلة، بل تغنى بها مطربون وفرق غنائية في بلدان أخرى من بينها إثيوبيا وفرق صينية وروسية وفرنسية وتعتبر عزة في هواك أغنية سياسية رمزية من الطراز الأول ألفها فرح ضد الاستعمار، في قالب شعر غزلي وصفي ورومانسي ويقول:
ويقول أيضاً:
وأيضاَ:

## نشاطه السياسي
كان خليل فرح عضواً بجمعية الاتحاد السوداني التي تكونت عام 1921م، ومن أعضائها توفيق أحمد البكري وبشير عبد الرحمن وعبيد حاج الأمين وبابكر قباني وتوفيق صالح جبريل، والتي كانت تهدف إلى وحدة وادي النيل. وشكلت ثورة 1924 م، عندما خرجت الكلية الحربية السودانية آنذاك في مظاهرة قوية طالبت بوحدة وادي النيل، فرصة للشاعر خليل فرح ليظهر الروح الوطنية والثورية في أشعاره.

## الإنتاج الشعري
صدر لخليل ديوان شعر بعنوان «ديوان خليل فرح: خليل عزة»، نشرته دار جامعة الخرطوم وحققه وقدم له علي المك في عام 1977، حيث قال في مقدمة الديوان: «خلود خليل فرح من خلود وطنه، هذا أمر محتوم، لكون خليل يذكر حين يذكر الوطن». وقد نشر بعض قصائده في مجلة الفجر السودانية.

## انتاجه الغنائي ودوره في تطوير الأغنية السودانية
يعتبر خليل فرح رائدا ً من كبار رواد الغناء السوداني الحديث وقد عاصر فترة أغنية الحقيبة وهي أغنية شعبية حضرية تأثرت بالإنشاد الديني في شكلها العام وبنائها الشعري. وأخذت كثيراً من من المدائح النبوية في ألحانها وكانت تغنى شفاهة دون مصاحبة أية آلة موسيقية. تمرد خليل على هذا النمط الموسيقي شكلا ومضمونا وانفلت من قالبها اللحني ليتحول به إلى لحن هاديء في غاية البطء، مما أكسبه شيئاً من الحزن والضبابية مستخدم إيقاع الفالس وهو أصلا إيقاع ثلاثي راقص اشتهر في أوروبا يتباري فيه الراقصون الأرستقراطيون.
كما ادخل خليل الآهات (جمع آهة) في البناء اللحني لزيادة عمق المعنى وكاستدعاء للإستماع أو استطراد لتأكيد مهارة المغني على غرار ما هو مستخدم في أداء الدوبيت والمواويل والأوبرا.
وكان خليل فرح أيضاً من أول المجددين في البناء الميلودي الموسيقي للأغنية السودانية بإدخال البيانو والكمان.
وقد شملت قائمة أغانيه:
- عزة في هواك
- الشرف الباذخ
- بقعة أم درمان
- جناين الشاطيء
- خمرية
- الشرق لاح
- ما هو عارف قدم المفارق
- في الضواحي وطرف المدائن

## جوائزه وتكريمه
أقام له نادى الخريجين حفل بالخرطوم تأبين إبان الحكم الثنائي، وقامت جامعة الخرطوم وجامعة القاهرة فرع الخرطوم (جامعة النيلين حاليا) بتكريمه بميدالية العلم الذهبي.

## مرضه ووفاته
أصيب خليل بنزلة شعبية في أوائل أبريل / نيسان سنة 1929م، ورقد بسببها في مستشفى الخرطوم الملكي في العام نفسه حتى وافته المنية 30 يونيو / حزيران 1932 وهو نزيل بمستشفى النهر بالخرطوم، ودفن في مقابر أحمد شرفي بالخرطوم.

## نموذج لموسيقاه
أضغط للاستماع إلى أغنية عزة في هواك بصوت خليل فرح
أضغط للاستماع إلى أغنية عزة في هواك أداء كورال كلية الموسيقى والدراما السودانية
أضغط للاستماع إلى أغنية عزة في هواك أداء فرقة صينية